# Egmont R. Koch
Egmont Robert Koch (* 1950 in Bremen) ist ein deutscher investigativer Filmjournalist und Buchautor.

## Leben
Egmont R. Koch studierte Biochemie an der Medizinischen Hochschule Hannover, ehe er zum Journalismus wechselte. Bekannt wurde er unter anderem durch das Buch „Seveso ist überall“, das er 1978 gemeinsam mit Fritz Vahrenholt schrieb. Seit 1980 produziert er Filme, die mehrfach ausgezeichnet worden sind, vor allem für die beiden öffentlich-rechtlichen Sender ARD und ZDF. Sein Film über illegale Waffenexporte in den Irak wurde mit dem „Grand Prix des Internationalen Film- und Fernsehfestivals“ in Hiroshima/Japan ausgezeichnet. Zu vielen Filmen entstanden parallel Bücher, die teilweise in bis zu zwölf Sprachen übersetzt worden sind.

## Ausgewählte Filme
- Seveso ist überall, NDR 1978, 45 min.
- Evakuieren oder beten?, ARD (WDR) 1979, 45 min.
- Gesucht wird…Edelhoffs Giftmüll, ARD (WDR) 1984, (mit Rolf Marx), 45 min.
- Gesucht wird…ein Bombengeschäft, ARD (WDR) 1986, 45 min.
- Die Reportage: Grenzenlose Geschäfte, ZDF 1987, 45 min.
- Die Reportage: High-Tech-Spione, ZDF 1989, 45 min.
- Gesucht wird…eine Blutspur, ARD (WDR) 1989 (mit Irene Meichsner), 45 min.
- Gesucht wird…Gehirnwäsche, ARD (WDR) 1990 (mit Irene Meichsner), 45 min.
- Die Reportage: Saddam Husseins Helfer, ZDF 1990, 45 min.
- Die Schalck-Connection, ZDF 1991, 45 min.
- Böses Blut, WDR 1991 (mit Irene Meichsner), 30 min.
- Herren der Schöpfung, ARD (WDR) 1993 (mit Irene Meichsner), 45 min.
- Unter deutschen Dächern: Alles unter Kontrolle, ARD (RB) 1993 (mit Irene Meichsner), 45 min.
- Allahs Agenten am Rhein, ZDF 1994, 45 min.
- Das Geheimnis der Grabesritter, ARD (WDR) 1994 (mit Oliver Schröm), 45 min.[1]
- Die Reportage: Der V-Mann, ZDF 1995, 30 min.
- Zündstoff: Krieg unter Freunden, ZDF und ARTE 1996, 45 min.
- login PROMIS – Hacker mit Geheimauftrag, ZDF 1996, 45 min
- Kampfboote, Schmiergeld und ein Mord, WDR 1996 (mit Rainer Kahrs), 30 min.
- Zündstoff: Tödliche Medizin, ZDF u. ARTE 1997, 45 min.
- Gesucht wird…die dunkle Seite von Scientology, ARD (WDR) 1997 (mit Mona Botros), 45 min.
- Gesucht wird…die Schlangenbande, ARD (WDR) 1998 (mit Mona Botros), 45 min.
- Der nukleare Alptraum, ARD (WDR) 1998 und 3sat 1999, 45 min.
- Gesucht wird…Dottore Cenni, ARD (WDR) 2000 (mit Michael Wech), 45 min.
- die story: Wagners Geständnis, ARD (WDR) und ARTE 2001, 45 min.
- die story: Deckname Artischocke, ARD 2002 (mit Michael Wech), 45 min.
- die story: Ein mysteriöser Absturz, ARD (WDR) 2002, 45 min.
- die story: Im Auftrag des Pentagon, ARD (WDR) 2003, 45 min.
- die story: Das Geheimnis des Dr. Khan, ARD (WDR) 2004, 30 min.
- die story: Tödlicher Ausverkauf, WDR 2004, 45 min.
- Schampus, Koks und schnelle Pferde, (mit Mona Botros), ARTE/ZDF 2004, 45/52 min.
- die story: Geheimnis hinter Nebelschwaden, (mit Nina Svensson), WDR 2005, 45 min.
- die story: Der Physiker der Mullahs, ARD (WDR) 2007, 45 min.
- Betrifft: Folterexperten – Die geheimen Methoden der CIA, SWR 2007, 45 min.
- Schmutziges Gold – Die CIA und die japanische Kriegsbeute, ARTE/WDR 2008, 52 min.
- die story: Folterexperten – Die geheimen Methoden der CIA, WDR 2008, 45 min.
- Ein Kind um jeden Preis, ARD/SWR 2008 (mit Nina Svensson), 45 min.
- die story: Angriff auf Berlin – Wie China uns ausspioniert, WDR 2009, 45 min.
- Bubacks Mörder, ARD (SWR) 2009, 45 min.
- Der Spion vom Pariser Platz, ARTE/WDR 2010 (mit Scott Christianson) 52 min.
- Die Seelenfänger, SWR 2010 (mit Mona Botros), 45 min.
- Tödliche Schokolade, ARD (SWR/WDR) 2010, 45 min.
- Lizenz zum Töten – Wie Israel seine Feinde liquidiert, WDR 2013, 45 min.
- Zugriff im Tunnel – Das tödliche Drama von Bad Kleinen, SWR/NDR 2013, 45 min.
- Spitzel und Spione – Innenansicht des Verfassungsschutzes, WDR/SWR 2014
- Die Spur der Bombe – Neue Erkenntnisse im Mordfall Herrhausen, ARD 2014, 45 min. Gesendet am 1. Dezember 2014 im ersten Programm der ARD.
- Spur nach Moskau – Warum musste Litwinenko sterben?, ZDF 2015, 45 min
- Putins Kalter Krieg, ZDF 2017, 45 min
- Zeit der Gier – Josef Ackermann und die Deutsche Bank, ZDF 2022, 89 min

## Ausgewählte Schriften
- Chirurgie der Seele. S. Fischer, Frankfurt am Main.
- mit Fritz Vahrenholt: Seveso ist überall – die tödlichen Risiken der Chemie. Mit einem Vorwort von Erhard Eppler. Kiepenheuer & Witsch, Köln 1978, ISBN 3-462-01290-8.
- mit Fritz Vahrenholt: Die Lage der Nation · Umwelt-Atlas der Bundesrepublik: Daten, Analysen, Konsequenzen. Gruner und Jahr, 1983, ISBN 3-570-03870-X.
- Krebswelt : Krankheit als Industrieprodukt, Frankfurt am Main: Fischer-Taschenbuch-Verlag 1984, ISBN 978-3-596-23840-8.
- Die Lage der Nation 85/86 · Umwelt-Atlas der Bundesrepublik: Daten, Analysen, Konsequenzen, Trends. Gruner und Jahr, 1985, ISBN 3-570-06705-X.
- mit Irene Meichsner: Böses Blut. Die Geschichte eines Medizin-Skandals. 2., aktualisierte, erw. Neuausgabe. Hoffmann und Campe, Hamburg 1993, ISBN 3-455-10312-X.
- mit Oliver Schröm: Dunkle Ritter im weißen Gewand. In: Die Zeit. 25. März 1994.
- mit Oliver Schröm: Das Geheimnis der Ritter vom Heiligen Grabe. Die Fünfte Kolonne des Vatikans. Hoffmann und Campe, 1995, ISBN 3-455-11064-9.
- Wagners Geständnis. Wie sich ein SS-Mann als Jude tarnte. C. Bertelsmann, 2001, ISBN 3-570-00557-7.
- mit Michael Wech: Deckname Artischocke. Die geheimen Menschenversuche der CIA. C. Bertelsmann, 2002, ISBN 3-570-00662-X.
- Atomwaffen für Al Qaida. Dr. No und das Netzwerk des Terrors. Aufbau-Verlag, Berlin 2005, ISBN 3-351-02588-2.
- Die CIA-Lüge. Folter im Namen der Demokratie. Aufbau-Verlag, Berlin 2008, ISBN 978-3-351-02658-5.
- Lizenz zum Töten. Die Mordkommandos der Geheimdienste. Aufbau-Verlag, Berlin 2013, ISBN 978-3-351-03546-4.

## Auszeichnungen
- 2018: Deutsche Akademie für Fernsehen: Auszeichnung in der Kategorie Fernseh-Journalismus für Bimbes – Die schwarzen Kassen des Helmut Kohl (ARD)  (gemeinsam mit Stephan Lamby)